# Mika Nakashima
 (mai 2012).
Si vous disposez d'ouvrages ou d'articles de référence ou si vous connaissez des sites web de qualité traitant du thème abordé ici, merci de compléter l'article en donnant les références utiles à sa vérifiabilité et en les liant à la section « Notes et références ».
Pour les articles homonymes, voir Nakashima.
Mika Nakashima (中島美嘉, Nakashima Mika) est une chanteuse et actrice japonaise, née le 19 février 1983 dans la préfecture de Kagoshima, sur l'île de Kyūshū, au Japon.
C'est une des plus célèbres chanteuses à voix au Japon. Ses chansons les plus connues sont Find the Way (générique de fin de l'anime Gundam Seed), Sakurairo Maukoro et Yuki No Hana qui a été reprise par le chanteur coréen Hyo-Shin Park pour le film Mianhada Saranghada (Sorry, I Love You). Ce titre a également été une chanson de karaoke très populaire au Japon en 2004.

## Biographie

### Débuts
Née et ayant vécu à Kyushu, Mika est la cadette de trois enfants. Depuis son plus jeune âge, elle a voulu devenir une chanteuse, et a décidé de ne pas s'occuper du lycée ou de l'université[réf. nécessaire].
À l'âge de 17 ans, elle est choisie parmi 3 000 filles pour être l'héroïne du drama Kizudarake no Love Song sur Fuji TV.
En novembre, elle fait ses débuts chez Sony Music Associated Records avec son premier single Stars, qui est aussi la chanson thème du drama cité précédemment, et qui sort le 7 novembre 2001.

### Consécration
Le 6 février 2002, elle sort son second single Crescent Moon, hommage aux années 1980, qui se vend à 100 000 exemplaires.
Le 6 mars 2002, elle sort son troisième single, One Survive et son premier vidéo collection[Quoi ?], Film Lotus. Ils sont suivis le 15 mai par son 4e single Helpless Rain et le 7 août par son 5e single Will ; elle atteint ainsi des ventes records avec plus de 140 000 exemplaires écoulés. Tous deux étaient dans le top 10 des hits et ont été vendus à environ 100 000 exemplaires, confirmant son potentiel de vedette de la chanson.
Mika sort son 1er album True le 28 août 2002, qui est placé no 1 par le classement Oricon. En trois semaines, True atteint le million d'exemplaires vendus, presque 1 174 000 exemplaires ont été vendus jusqu'ici.
Pour fêter le premier anniversaire de sa carrière, elle sort un mini-album Resistance le 7 novembre 2002, qui se place no 1 dans les charts pendant deux semaines.
Le 18 décembre, elle sort un documentaire vidéo Kiseki: The Document of a Star. En 2002, Mika remporte plusieurs récompenses : le « New Artist of the Year award » aux Japan Gold Disc Awards et le « Best New Artist of the Year » aux All Japan Request Awards 2002. Elle gagne également le « New Artist of the Year award » aux 44e Japan Record Awards.
Mika sort son 2e album Love, le 6 novembre 2003, qui surpasse ses débuts avec 1,45 million d'exemplaires vendus et est classé no 1 par l'Oricon. L'album Love est élu « Best Album Award » par la Japan Composers Association.
Par la suite, elle sort un 2e mini-album, Oborozukiyo: Inori, le 15 août 2004 qui arrive no 3 à l'Oricon.
En 2004, elle interprète le générique de fin de l'anime basé sur le manga Phénix, l'oiseau de feu (火の鳥) qui est diffusé sur NHK.
En 2005, elle interprète le rôle de Nana Osaki dans le film Nana, adaptation cinématographique du célèbre manga d'Ai Yazawa.
Mika interprète l'une des chansons phares du film : elle sort un single Glamorous Sky le 31 août, sous le nom « Nana starring Mika Nakashima », la chanson « Glamorous Sky » a été écrite par Ai Yazawa et composée par Hyde (chanteur du groupe L'Arc-en-Ciel). C'est le 1er single de Mika qui arrive no 1 à l'Oricon. Le single a été vendu à plus de 423 000 exemplaires et fait de Mika l'artiste féminine ayant vendu le plus d'exemplaires d'un single en un an au Japon et la 10e vente au niveau international.
En 2006, elle reprend le rôle de Nana Ôsaki dans le film Nana, et sort un album spécial inspiré du film, toujours sous le nom de Nana starring Mika Nakashima.
Mika Nakashima atteint la place de no 1 avec son album Music, le 9 mars 2005, ainsi qu'avec Best le 7 décembre 2005. Best est le troisième album de Mika qui atteint le million d'exemplaires vendus.
Le single Glamorous Sky est utilisé dans Konami's Guitar/Drum Simulation Game, GuitarFreaks et Drummania V3, ainsi que dans Nintendo's Moero! Nekketsu Rhythm Damashii Osu! Tatakae! Ouendan 2. Mika est nommée au MTV Video Music Awards Japan comme « Best BuzzAsia from Japan » avec sa chanson Amazing Grace '05, et son clip de Glamorous Sky est nommé « Best Female Video » et « Best Video from a Film ». Elle remporte le « Best Video from a Film award ».
Elle est actuellement sous contrat avec Sony Music.

### Nana 2
Grâce au succès de Nana, une suite se fait en décembre 2006, et Mika crée de nouvelles chansons sous le nom « Nana starring Mika Nakashima ». La chanson thème de Nana 2 est Hitoiro qui est aussi écrite par Ai Yazawa, tandis que la musique est composée par Glay (du groupe Takuro), qui est aussi l'auteur des couplets de la chanson Eyes for the Moon de Mika.
Suivant la sortie du film Nana 2, Mika Nakashima visite Memphis et commence un nouveau projet heavily gospel-influence avec le single Cry No More qui sort le 22 février 2006, et qui est la chanson du générique de fin de l'anime Blood+. Elle a également contribué à l'hommage de charité à la Nouvelle-Orléans quand elle s'est associée aux musiciens américains tels que Cyrille Neville de Neville Brothers et Allen Toussaint le célèbre pianiste de jazz, Mika a sorti son single All Hands Together le 7 juin 2006.
Un mois après, Mika sort un autre single My Sugar Cat, suivant le même thème que Cry No More et All Hands Together. Malheureusement My Sugar Cat arrive hors du top 50 après sa sortie.
Mika sort un nouvel album The End, le 13 décembre 2006, qui reprend toutes les chansons de Mika sous le nom « Nana starring Mika Nakashima ». Le 18 décembre 2006, Mika Nakashima et Yui Ichikawa vont à New York pour la première du film Nana 2 au IFC Center.

### Life
Le 21 février 2007, Mika sort son 21e single Mienai Hoshi, cette chanson est le thème principal du drama Haken no Hinkaku qui a commencé le 10 janvier 2007. La face B I Love You est une reprise d'une ballade de Ozaki Yutaka. Des vidéos promotionnelles ont été faites pour les deux chansons.
Le 14 mars 2007, Mika sort son 5e album, Yes. Le titre Yes, continue la tendance de Mika à avoir des titres uni-termes pour ses albums, comme True, Love et Music excluant l'album de Nana The End. Son 22e single, Sunao na Mama, est sorti le même jour. Après la sortie de son album Yes, Mika s'embarque dans son premier tour depuis 2005, Mika Nakashima's Concert Tour 2007: Yes My Joy!, qui finit fin juillet et sort en DVD le 7 novembre 2007.
Le 23e single de Mika, Life, ainsi que Film Lotus VI, sa sixième compilation de vidéos, sont sortis le 22 août 2007. La chanson Life est la chanson thème du drama 'Life, adaptation du manga du même nom de Keiko Suenobu.
Le 24e single de Mika, Eien no Uta, sort le 3 octobre 2007 et sert de chanson thème du film Southbound. Des vidéos promotionnelles ont été faites pour Eien no Uta et sa face B, You'd Be So Nice to Come Home To qui est une reprise de Cole Porter.

### Voice: le retour à la première place
Son 25e single Sakura: Hanagasumi sort le 12 mars 2008 et atteint la 1re place à l'Oricon. Mika Nakashima est sortie avec l'acteur japonais Masatoshi Nagase, de dix-sept ans son aîné, de 2004 à 2008. La rumeur selon laquelle ils étaient ensemble a été confirmée par leurs managers, et le couple a même eu des photos d'eux ensemble dans Japanese Music and Film Magazine . En dépit des rumeurs selon lesquelles le couple préparait un mariage pour 2007, ils ont mis fin à leur relation en avril 2008.
Le 26e single de Mika, I Don't Know, sort le 23 juillet 2008, est une collaboration avec le groupe Morisanchū et le single sort sous le nom de MICA 3 CHU (Mikasanchuu). C'est son premier à sortir en Grande-Bretagne[réf. nécessaire]. Les chansons du single sont rock et ont été lancées sur le marché comme Girls Angry Rock. La chanson I Don't Know est utilisée pour Kanebo Kate CM (une pub).
Le 12 novembre 2008, sort le single Orion, cette chanson est utilisée dans le drama Ryusei no Kizuna où Mika a un petit rôle.
Le 26 novembre 2008, Mika sort son 6e album, Voice. Voice est le premier album de Mika qui arrive no 1 à l'Oricon depuis son Best en 2005 et qui est vendu à 150 000 exemplaires dès la première semaine de sa sortie.
Mika a plusieurs tatouages mais personne ne sait à coup sûr si elle les a vraiment en raison de ses jours en Nana Ôsaki[Quoi ?] : alors qu'elle avait « ren » la fleur de lotus sur son bras lors du film, celui-ci était en réalité un faux. On constate de nouveaux tatouages pour son album Voice, avec le titre de l'une de ces chansons sur le poignet et une étoile sur l'autre. Dans son clip GAME, on s'aperçoit que les tatouages sont toujours présents, et apparaissent également sur l'album suivant.
Mika sort une nouvelle compilation, No More Rules, le 4 mars 2009. Ensuite elle commence sa tournée du Trust Our Voice Tour 2009 le 10 avril 2009, et finit fin juillet 2009. Elle y interprète Over Load son dernier single, sorti le 13 mai 2009 pendant sa tournée. Life arrive no 7 au JASRAC Award 2009 : 10 meilleures chansons interactives.
Le 30 septembre 2009, Mika sort le single Candy Girl en collaboration avec la marque de vêtements SLY suivi le 4 novembre 2009, d'un autre single Nagareboshi. Le DVD du Trust Our Voice Tour 2009 intitulé Mika Nakashima Concert Tour 2009 Trust Our Voice composé de 2DVD est sorti le 2 décembre 2009.
Le 20 janvier 2010 sort le single Always, dont la chanson sert de thème au film Sayonara Itsuka. Le 25 août 2010, arrive un nouveau single Ichiban Kirei na Watashi wo, qui est utilisé pour le drama Unubore Deka, dans lequel Mika joue le rôle de Rie Hagurashi.
Le 22 octobre 2010, Mika a annoncé qu'elle annulait son premier concert au Nippon Budōkan commémorant ses 10 années de carrière, et qu'elle ferait une pause car elle est touchée par une maladie rare au niveau des trompes d'Eustache dans ses deux oreilles. Le 27 octobre 2010, elle sort son 7e album Star, qui arrive 3e à l'Oricon.

### 2011: le retour
Après une courte pause, Mika Nakashima revient avec un nouveau single intitulé Dear qui sort le 27 avril 2011. Elle débute également une nouvelle tournée intitulée Concert Tour 2011 The Only Star du 22 avril au 22 juillet 2011. Elle sort ensuite un nouveau single, Love Is Ecstasy, le 14 septembre 2011, dont la chanson titre sert de thème pour le film Unfair the answer avec Ryōko Shinohara, il arrive 9e à l'Oricon.
Son nouvel album nommé REAL sortira le 30 janvier 2013.

## Discographie

### Albums
Albums studio
1. True (28 août 2002)
2. Love (6 novembre 2003)
3. Music (9 mars 2005)
4. The End (13 décembre 2006)
5. Yes (14 mars 2007)
6. Voice (26 novembre 2008)
7. Star (27 octobre 2010)
8. Real (30 janvier 2013)
9. Tough (22 mars 2017)
10. Joker (7 octobre 2020)

Album de reprises
1. Zutto Suki Datta -All My Covers- (12 mars 2014)

Album remix
1. Relaxin' (4 mars 2015)

Albums live
1. Official Bootleg Live at Shinjuku Loft (Mika Ranmaru) (27 janvier 2016)
2. MTV Unplugged (30 mars 2016)

Mini-Albums
1. Resistance (7 novembre 2002)
2. Oborozukiyo: Inori (朧月夜～祈り) (15 septembre 2004)

Compilations
1. Best (7 décembre 2005)
2. No More Rules (3 mars 2009)
3. Dears (5 novembre 2014)
4. Tears (5 novembre 2014)
5. Songbook Amanojaku (Songbook あまのじゃく) (5 octobre 2016)
6. Yuki no Hana 15 Shuunen Kinen Best-ban Bible (雪の華15周年記念ベスト盤 Bible) (30 janvier 2019)
7. With (2 décembre 2020)

### Singles
1. Stars (7 novembre, 2001)
2. Crescent Moon (6 février, 2002)
3. One Survive (6 mars, 2002)
4. Helpless Rain (15 mai, 2002)
5. Will (7 août, 2002)
6. Aishiteru (愛してる?) (29 janvier, 2003)
7. Love Addict (9 avril, 2003)
8. Seppun (接吻?) (25 juin, 2003)
9. Find the Way (6 août, 2003)
10. Yuki no Hana (雪の華?) (1er octobre, 2003)
11. Seven (7 avril, 2004)
12. Hi no Tori (火の鳥?) (2 juin, 2004)
13. Legend (20 octobre, 2004)
14. Sakurairo Mau Koro (桜色舞うころ?) (2 février, 2005)
15. Hitori (ひとり?) (8 juin, 2005)
16. Glamorous Sky (31 août, 2005) (en tant que Nana starring Mika Nakashima)
17. Cry no More (22 février, 2006)
18. All Hands Together (7 juin, 2006)
19. My Sugar Cat (26 juillet, 2006)
20. Hitoiro (一色?) (29 novembre, 2006) (en tant que Nana starring Mika Nakashima)
21. Mienai Hoshi (見えない星?) (21 février, 2007)
22. Sunao na Mama (素直なまま?) (14 mars, 2007)
23. Life (22 août, 2007)
24. Eien no Uta (永遠の詩?) (3 octobre, 2007)
25. Sakura: Hanagasumi (Sakura ～花霞～?) (12 mars, 2008)
26. I Don't Know (23 juillet, 2008)
27. Orion (12 novembre, 2008)
28. Over Load (13 mai, 2009)
29. Candy Girl (30 septembre, 2009)
30. Nagareboshi (流れ星?) (4 novembre, 2009)
31. Always (20 janvier, 2010)
32. Ichiban Kirei na Watashi wo (一番綺麗な私を?) (25 août, 2010)
33. Dear (27 avril, 2011)
34. Love Is Ecstasy (14 septembre, 2011)
35. Ashita Sekai ga Owaru Nara (明日世界が終わるなら?) (19 septembre, 2012)
36. Hatsukoi (初恋?) (5 décembre, 2012)
37. Aikotoba (愛詞?) (22 mai, 2013)
38. Boku ga Shinou to Omotta no Wa (僕が死のうと思ったのは?) (28 août, 2013)
  1. Fighter / Gift (4 juin, 2014) (Mika Nakashima x Miliyah Katō)
39. Hanataba (花束?) (28 octobre, 2015)
40. Forget Me Not (2 novembre, 2016)
41. Koi wo Suru (恋をする?) (22 février, 2017)
42. A or B (25 octobre, 2017)
43. Kiss of Death (7 mars, 2018)
44. Innocent Rouge (イノサンRouge?) (22 janvier, 2020) (en tant que Marie starring Mika Nakashima)
45. Symphonia / Shiritai Koto, Shiritakunai Koto (知りたいこと、知りたくないこと?) (27 octobre, 2021)

## Filmographie

### Films
- 2003 : Guuzen nimo saiaku na shounen de Gu Su-yeon
- 2005 : Nana de Kentarô Ôtani
- 2006 : Nana 2 de Kentarô Ôtani
- 2010 : Resident Evil: Afterlife de Paul W.S. Anderson
- 2012 : Resident Evil : Retribution 3D de Paul W.S. Anderson

### Drama
- 2001 : Kizudarake no Love Song
- 2002 : Shiritsu Tantei Hama Mike
- 2003 : Namahousou wa Tomaranai
- 2008 : Ryuusei no Kizuna as Sagi
- 2010 : Unubore Deka
- 2020 : Followers